# 金娜雲
金娜雲（韓語：김나운，1970年5月11日—），韓國女演員。

## 演出作品

### 電視劇
- 1999年：SBS《青春陷阱》
- 2000年：SBS《火花》
- 2000年：KBS《藍色生死戀》
- 2001年：KBS《綢緞花香木》
- 2001年：KBS《梅花戀歌》
- 2002年：SBS《女人天下》飾演 蘇月香
- 2002年：SBS《正在戀愛中》
- 2003年：KBS《黃色手帕》
- 2003年：SBS《夏娃的花園》
- 2003年：SBS《完整的愛》
- 2004年：MBC《紅豆麵包》 飾演 安南希
- 2004年：KBS《致父親母親》
- 2005年：SBS《我愛你冤家》飾演 閔秀真
- 2005年：KBS《漂亮寶貝》
- 2005年：SBS《布拉格戀人》飾演 申廣子
- 2006年：SBS《愛情與野望》
- 2007年：KBS《達子的春天》
- 2007年：KBS《幸福的女人》
- 2008年：KBS《媽媽發怒了》飾演 張美妍
- 2008年：KBS《回來的大醬湯鍋》
- 2010年：MBC《愛的烙印 紅字》飾演 車永琳
- 2011年：MBC《Miss Ripley》飾演 姜時英
- 2011年：MBC《絕不認輸》飾演 吳大吾
- 2012年：KBS《過山南村2》
- 2012年：MBC《蠢才松糕》
- 2012年：KBS《學校2013》飾演 民基的母親
- 2013年：KBS《蔘生》飾演 吳畢順
- 2013年：KBS《職場之神》飾演 呂章美
- 2013年：MBC《愛能給別人嗎》飾演 李妍熙
- 2014年：MBC《傲慢與偏見》飾演 金明淑
- 2015年：MBC《Kill Me Heal Me》飾演 尹慈卿
- 2015年：SBS《歸來的黃金福》飾演 吳末子
- 2015年：SBS《龍八夷》飾演 泰賢的母親
- 2016年：MBC《W－兩個世界》飾演 尹美好
- 2017年：MBC《歸來的福丹芝》飾演 福達淑
- 2018年：tvN《陽光先生》飾演 趙氏夫人
- 2019年：KBS《太陽的季節》飾演 張淑熙
- 2020年：KBS《危險的約定》飾演 崔明熙

### 電影
- 2002年：《即使可憎也再來一次》
- 2005年：《冤魂曲》
- 2007年：《相遇的廣場》

## 外部連結
- NAVER （页面存档备份，存于）